# Johann Gottfried Schadow
Pour les articles homonymes, voir Schadow.
Johann Gottfried Schadow, né le 20 mai 1764 à Berlin où il meurt le 27 janvier 1850, est un peintre, dessinateur et sculpteur prussien.
Il est l'un des  sculpteurs les plus marquants du néoclassicisme allemand. Ses chefs-d'œuvre sont le Tombeau du comte von der Mark (1790) et le Quadrige de la Porte de Brandebourg (1794). Il est le fondateur de l'école de sculpture de Berlin. Il a notamment pour élèves Friedrich Tieck et Christian Daniel Rauch.

## Biographie
Né dans la Lindenstrasse (de) à Berlin, près de la porte de Halle, d'un père tailleur, il entre à 14 ans à l'Académie Royale de Prusse. De 1778 à 1783, il reçoit les enseignements de Jean-Pierre-Antoine Tassaert et poursuit sa formation à Rome (1785-1787), où il devient l'ami de Canova. De retour à Berlin, il est nommé directeur de la manufacture royale de sculpture et de la manufacture royale de porcelaine de Berlin. Il s'écarte du classicisme et s'approche du réalisme (cf. ci-dessous : Les Princesses Louisa et Fredericka, et Le Général von Zieten).

## Fréquentation du club d'échecs de Berlin
Il fréquente le club d'échecs de Berlin, le tout premier club d'échecs berlinois et prussien, dont il fait partie des membres fondateurs en 1803. Ce club élitiste n'acceptait que des membres issus de l'élite intellectuelle et sociale de la ville. Schadow était son principal animateur et le club périclitera avec l'avancement dans l'âge de son principal animateur. Il sera dissous en 1847.

## Famille

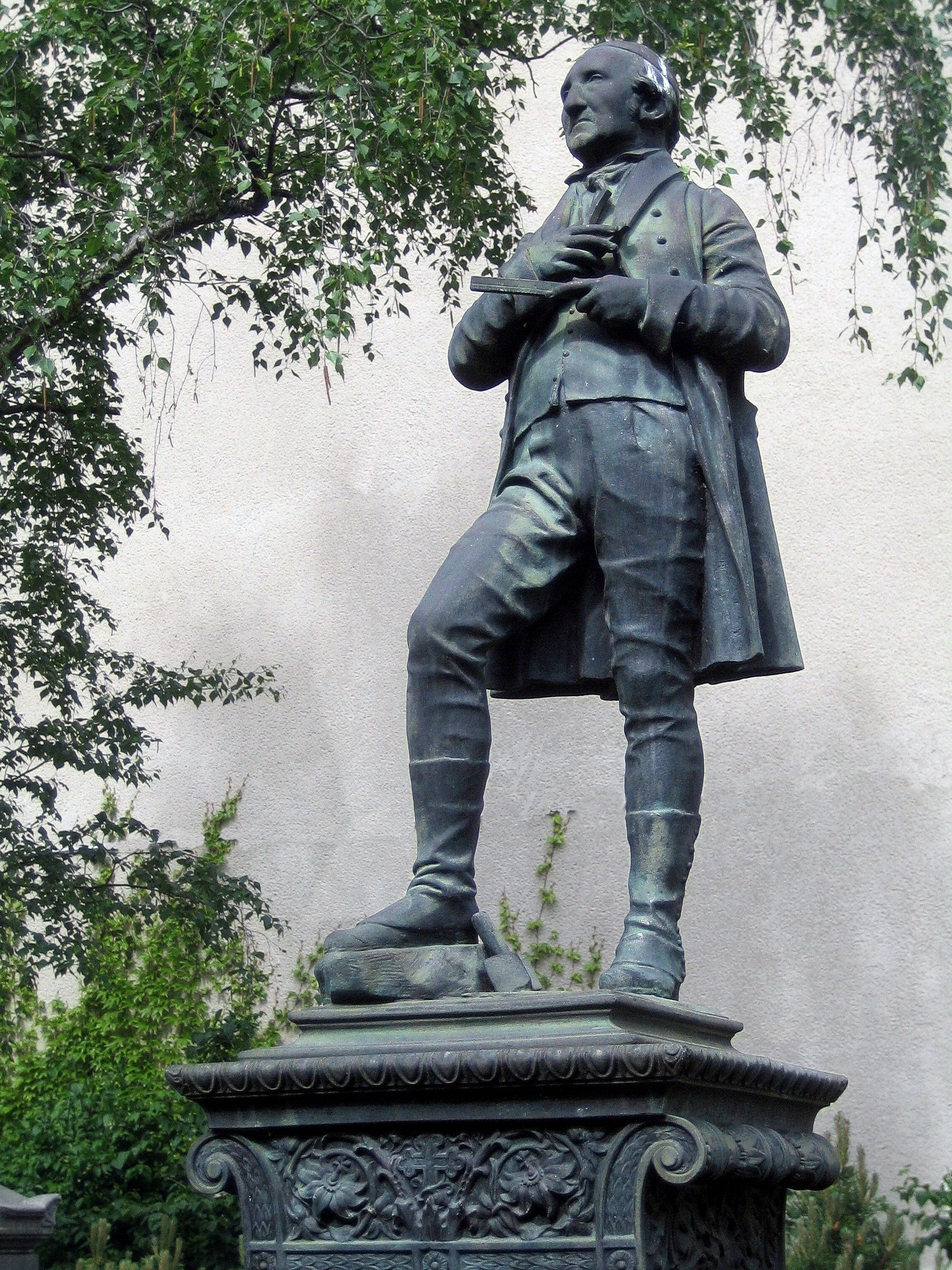
Statue de Schadow sur son tombeau au cimetière de Dorotheenstadt de Berlin, sculpture de son élève Heinrich Kaehler

- De son mariage avec Anna Augustine Devidels, il eut pour enfants:
  - Rudolf Schadow, dit Ridolfo, (1786-1822), sculpteur
  - Friedrich Wilhelm von Schadow (1789-1862), peintre
- De son mariage avec Caroline Henriette Rosenstiel, il eut pour enfants:
  - Richard Schadow (1818-1918)
  - Felix Schadow (1819-1861), peintre
  - Lida Schadow (1821-1895), épouse  du peintre Eduard Bendemann (1811-1889)
  - Julius Schadow (1824-1827)

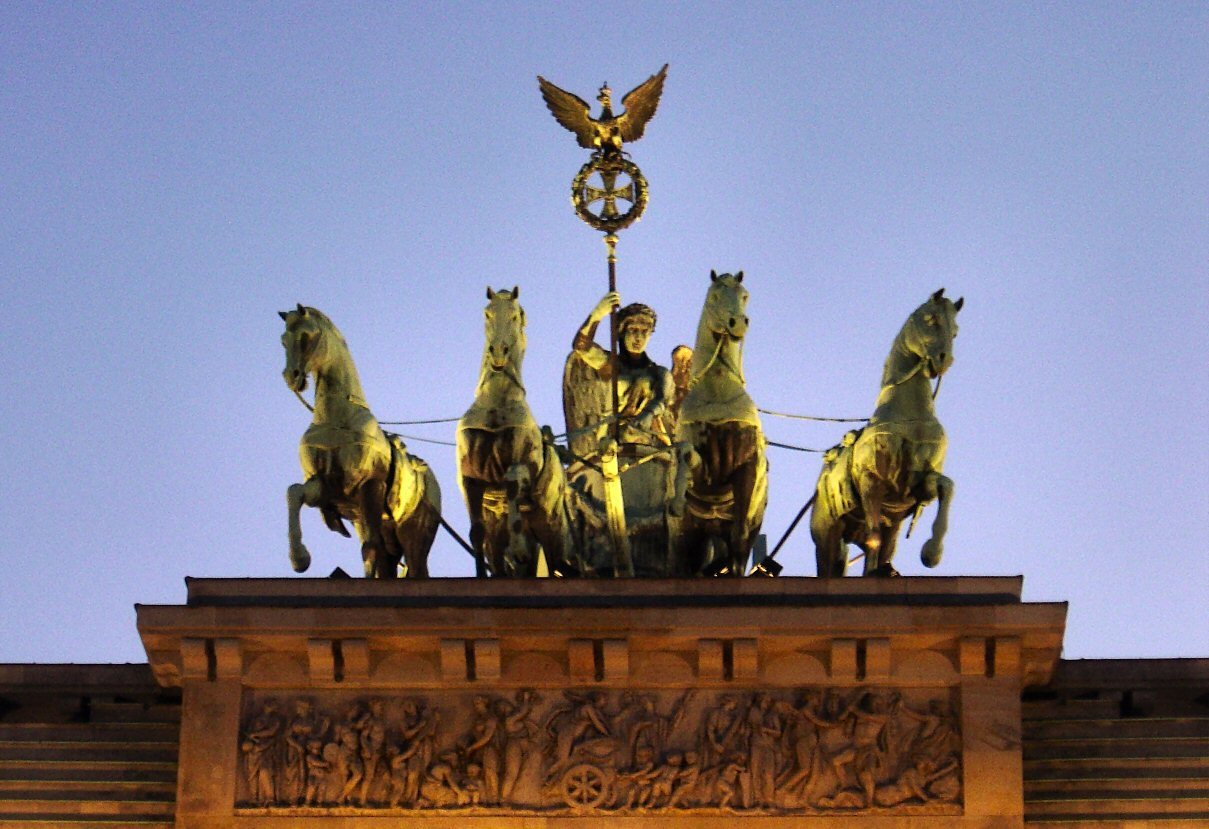
Quadrige de la porte de Brandebourg, Berlin
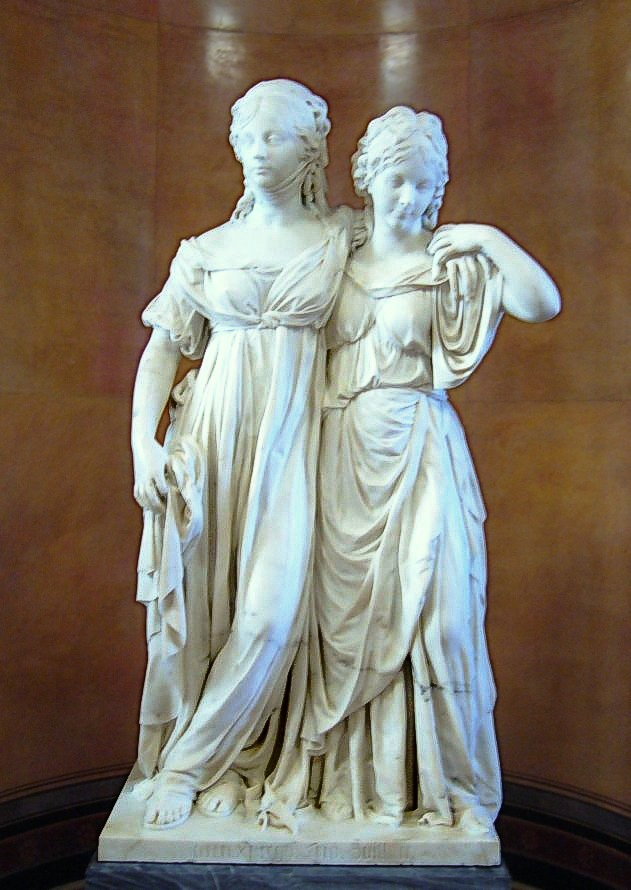
Les princesses Louise et Frédérique de Prusse (1795-1797)
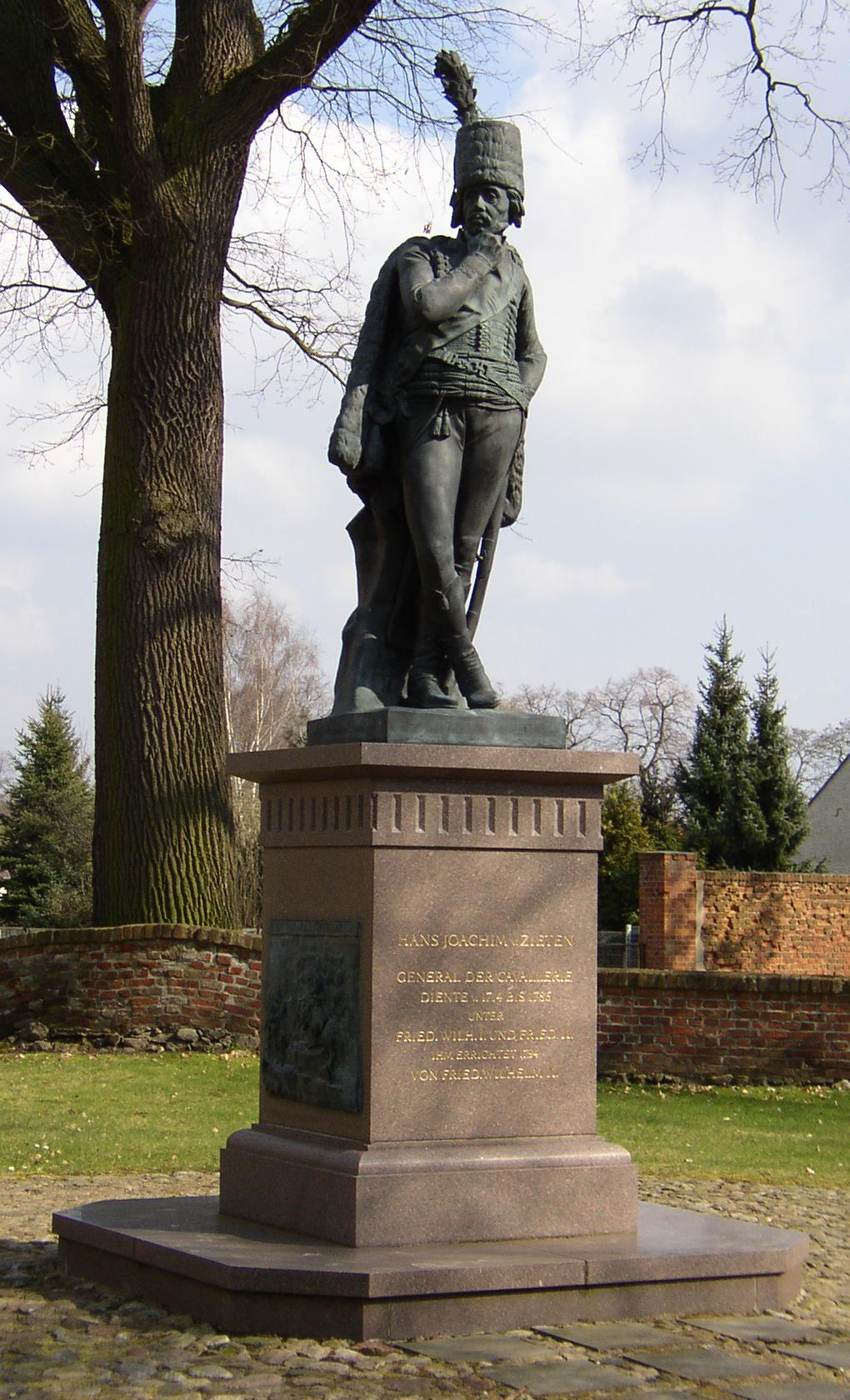
Statue du général von Zieten (1794)

## Honneur
L'astéroïde (5265) Schadow porte son nom.